# Konstanty Rokicki
Konstanty Rokicki (né le 16 juin 1899 à Varsovie, mort le 18 juillet 1958 à Lucerne), fonctionnaire consulaire polonais, vice-consul de la république de Pologne à Riga et Berne. Dans les années 1941-1943, il participe au sauvetage des Juifs, victimes de la Shoah, en leur procurant de faux passeport latino-américains, leur permettant ainsi d’éviter la déportation dans les camps d’extermination.

## Biographie
Konstanty Rokicki est le fils de Józef Rokicki et Konstancja Pawełkiewicz. Il est sous-lieutenant de la cavalerie et participe à la guerre soviéto-polonaise qui lui vaut une double distinction pour sa bravoure. En 1934 il devient officier de réserve du Ier régiment des chasseurs à cheval. Le 17 août 1936 il épouse Maria Goldman (Goldmanis). Il a une fille, Wanda Rokicka (1938-2008), future employée de l'ONU à Genève.
En 1931 il intègre le service consulaire du ministère des Affaires étrangères. Dans les années 1932-1933 il est employé contractuel du consulat de Pologne à Minsk. Dans les années 1934-1936 il est vice-consul à Riga avant de devenir dans les années 1936-1938 employé contractuel de la Légation de Pologne au Caire. De 1939 à 1945 il est vice-consul à Berne.

## Groupe Ładoś
Dans les années 1941-1944, avec l'aide de son collaborateur Juliusz Kühl (en), il rédige de quelques centaines à quelques milliers de passeports de la république du Paraguay, qui sont ensuite envoyés en contrebande dans les ghettos sur le territoire de la Pologne occupée. À la différence des passeports d'autres pays d’Amérique latine, avaient une valeur particulière, puisque ce pays – sous la pression du gouvernement polonais en exil et du Vatican – reconnaissait temporairement leur validité et permettent à leurs titulaires d'échapper à la déportation vers les camps d'extermination.
L'argent destiné à corrompre le consul honoraire du Paraguay, le notaire bernois Rudolf Huglie, provient des collectes organisées par les Juifs américains et suisses, ainsi que de fonds transmis par le gouvernement polonais en exil pour « la prise en charge des réfugiés ». Les listes des bénéficiaires et leurs photos étaient envoyées en contrebande depuis la Pologne occupée par l’intermédiaire des réseaux des organisations juives, Agoudat Israel et Relico, dirigées par Chaim Yisroel Eiss et Abraham Silberschein.

## Après guerre
En 1945, après la formation du Gouvernement provisoire d'union nationale (en), Rokicki quitte le service consulaire et s'installe en Suisse. Il décède à Lucerne le 18 juillet 1958, après plusieurs années de maladie.
Pendant des années, le nom de Rokicki n’apparait pas dans la littérature, bien qu'en 1945, il ait été nommé dans une lettre de remerciements d'Agudath Israel (en) adressée également à Aleksander Ładoś, Juliusz Kühl (en) et Stefan Ryniewicz, tous employés de la légation polonaise, assurant que le sauvetage des « centaines de personnes » n’aurait pas été possible sans leur action. Le rôle de Rokicki est mentionné pour la première fois en août 2017 par les journalistes Mark MacKinnon, Zbigniew Parafianowicz et Michał Potocki.

## Controverse
L'article de MacKinnon mentionne que les passeports étaient pas seulement remplis par Rokicki, mais aussi par Juliusz Kuhl et Stefan Ryniewicz. Cela est peu probable en raison du manque d’expérience consulaire de Kuhl et la fonction supérieure de Ryniewicz, qui à cette époque était l’adjoint de l'envoyé au sein de la légation. Kuhl, dont le statut diplomatique n'était pas reconnu par les Suisses, indiqua que c'était bien Rokicki qui remplissait les passeports, ce qui ne fut pas démenti par la légation.